# Порик (село)
По́рик (до 1964 року одна частина села називалася Соломірка, інша — Клітища) — село в Україні, у Хмільницькій міській громаді Хмільницького району Вінницької області. Населення становить 1123 осіб.
Назву східної частини села досі носить станція Соломірка.

## Історія
Сучасна назва з 30 липня 1964 року на честь Василя Порика — активного учасника Руху Опору у Франції в роки Другої світової війни, командира партизанського загону, що боровся проти німецьких окупантів у Північній Франції, члена Центрального комітету радянських військовополонених у Франції, лейтенанта Червоної Армії, Героя Радянського Союзу (1964, посмертно). У селі діє музей Порика.
12 червня 2020 року, відповідно до Розпорядження Кабінету Міністрів України № 707-р, «Про визначення адміністративних центрів та затвердження територій територіальних громад Вінницької області», увійшло до складу Хмільницької міської громади.
19 липня 2020 року, в результаті адміністративно-територіальної реформи і ліквідації колишнього Хмільницького району(1923-2020), село увійшло до складу новоутвореного Хмільницького району.

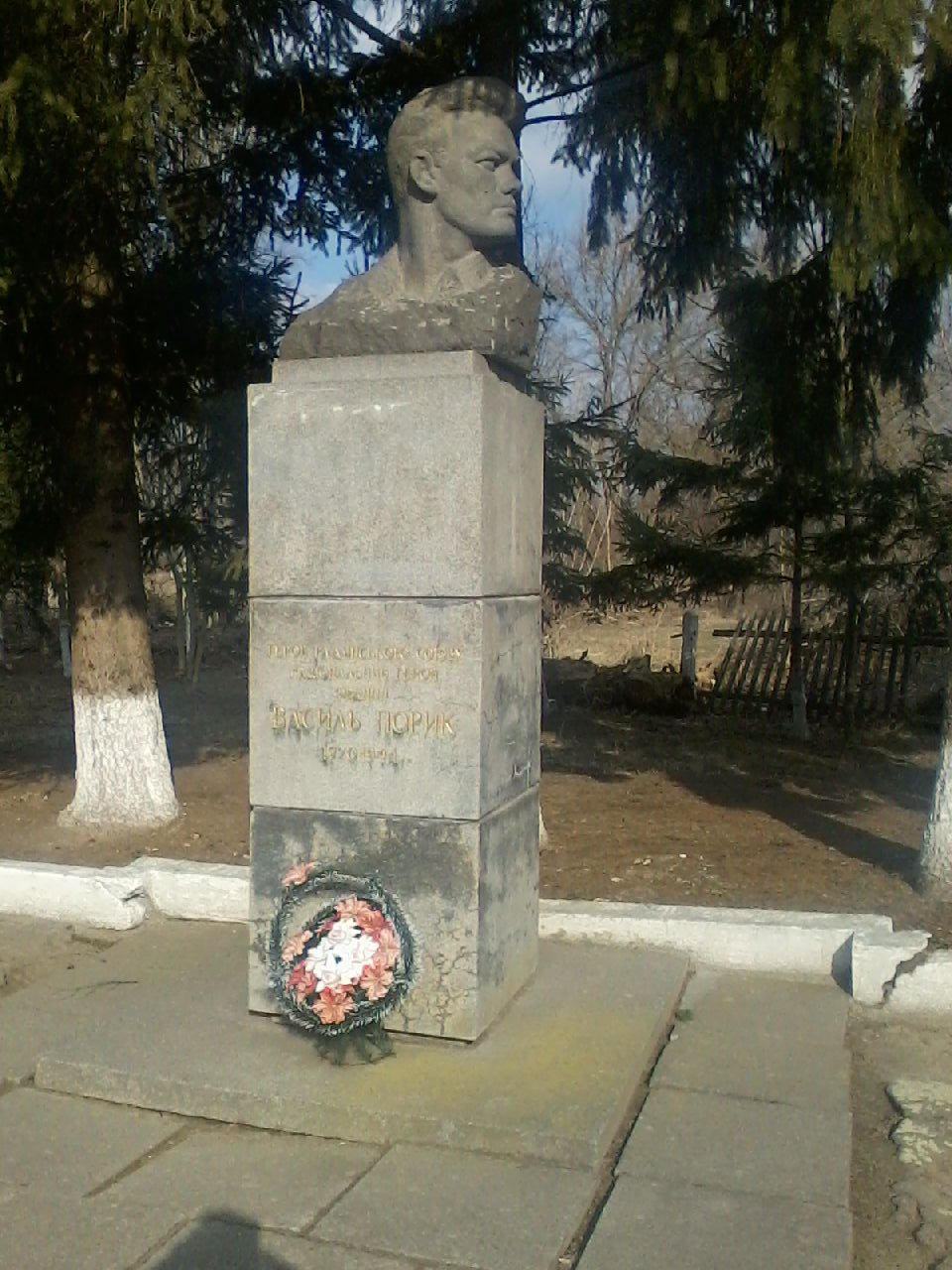
Пам'ятник Василю Порику